# Évasion (sociologie)
 (décembre 2011).
Si vous disposez d'ouvrages ou d'articles de référence ou si vous connaissez des sites web de qualité traitant du thème abordé ici, merci de compléter l'article en donnant les références utiles à sa vérifiabilité et en les liant à la section « Notes et références ».
Pour les articles homonymes, voir Évasion (homonymie).
L'évasion ou l'échappement est un comportement de fuite vis-à-vis d’éléments désagréables vécus. L’évasion est un comportement d’opposition et de déviance individuel ou collectif à l’environnement social, au même titre que la révolte. L'évasion entre ainsi dans la typologie de la déviance de Robert King Merton. L'évasion est parfois assimilée au concept de divertissement, de récréation ou de procrastination.

## Concept
L’évasion peut tout autant passer par la création d’un imaginaire, que par la consommation de loisir notamment de médias, mais aussi par toute pratique d’activités externes à celles évitées. Le concept est utilisé tant pour décrire des comportements excessifs, que des comportements banals. Ainsi le concept d’évasion peut s’assimiler à celui d’ermitage, de nerd, d’Hikikomori, mais aussi à toute pratique de sport, de loisir ou travail pour sortir du difficile ou simplement de l’ordinaire.
L’évasion a été tout autant perçue comme négative que comme positive. Certains auteurs l’assimilent à une incapacité ou à un refus personnel d’intégrer la vie sociale, quand d’autres l’assimilent à une aliénation, notamment via les médias qui permettraient à la société ou à certains groupes de la société d’oublier les préoccupations sociales les entourant. Les médias qui sont ainsi visées sont la télévision, le cinéma, internet, les jeux vidéo ou encore la pornographie, notamment dans une approche situationniste de la critique de la société du spectacle, comme a pu le faire Guy Debord.
De même la religion et les drogues sont souvent considérées comme des évasions qui affectent la société, comme dans la citation de Karl Marx : « La religion est l'opium du peuple ».
Cependant, d’autres comme J. R. R. Tolkien, dans son essai de 1939 « Du conte de fées », affirment que cette attitude d’évitement (se rapprochant de l'espérance) via la littérature et l’imagination a un caractère positif, permettant une forme de satisfaction, avec des nuances. Face à une réalité qui serait vue comme une prison, l'on pourrait s'évader, mais non pas fuir. La fuite, elle, est présentée comme une attitude lâche face aux dangers qui sont inévitables. L'évasion permet de créer un « monde secondaire », pour nous aider à retrouver une « vue claire » du monde réel. Ce n'est donc en rien une fuite. De même Ernst Bloch, dans Le Principe espérance, met en avant l’espérance et l’utopie comme une critique de la société.